# Ronald Reagan
Ronald Wilson Reagan (pronunciado /ˈrɑnəld ˈwɪlsən ˈreɪgən/; Tampico, Illinois, 6 de febrero de 1911-Los Ángeles, 5 de junio de 2004) fue un político, militar y actor estadounidense. Ejerció como 40.º presidente de los Estados Unidos (1981-1989) y 33.er gobernador de California (1967-1975). Miembro del Partido Republicano, se convirtió en una figura importante del movimiento conservador estadounidense y su presidencia es conocida como la era Reagan. Fue el tercer presidente de edad más avanzada del país y el último nacido antes de la Primera Guerra Mundial.
Reagan fue criado en una familia pobre de un pequeño pueblo del norte de Illinois. En 1932 pudo graduarse en la Universidad Eureka y trabajó como comentarista deportivo de radio. Después de mudarse en 1937 a California comenzó a trabajar como actor y protagonizó un par de grandes producciones. Como presidente de la Screen Actors Guild, Reagan se esforzó en eliminar la influencia comunista. En los años 1950 se trasladó a la televisión y se convirtió en portavoz motivacional de General Electric. En 1964 su discurso «A Time for Choosing» atrajo la atención nacional como nuevo representante del conservadurismo. Tras construir una base de simpatizantes fue elegido gobernador de California en 1966. Como gobernador llevó el déficit presupuestario a un superávit fiscal, desafió a los manifestantes de la UC Berkeley y ordenó la activación de la Guardia Nacional para sofocar unas protestas.
En 1980 ganó la nominación republicana y derrotó al entonces presidente James Carter con una diferencia de más de ocho millones de votos, ganando en 44 de los 50 estados. Con 69 años y 349 días de edad en el momento de su primera investidura, Reagan fue la persona de mayor edad en asumir la presidencia, una distinción que mantuvo hasta 2017. En 1984 se enfrentó al exvicepresidente Walter Mondale en su campaña por la reelección, triunfando con la mayor cantidad de votos electorales de la historia: 525 de 538, el 97,6 %. Fue la segunda elección de mayor diferencia en la historia moderna estadounidense después de la victoria de Franklin D. Roosevelt contra Alfred Landon, en la que ganó con el 98,5 %, o 523 de los entonces 531 votos electorales.
Como presidente introdujo nuevas y osadas iniciativas políticas y económicas. Su política económica, entroncada en la llamada economía de la oferta, se haría famosa bajo el nombre de «reaganomics», caracterizada por la desregularización del sistema financiero y por las rebajas sustanciales de impuestos implementadas en 1981. En su primer período, sobrevivió a un intento de asesinato, marcó una línea dura contra los sindicatos y ordenó acciones militares en la isla caribeña independiente de Granada, próxima a la costa de Venezuela. El segundo periodo estuvo marcado principalmente por asuntos extranjeros, siendo los más importantes el fin de la Guerra Fría, el bombardeo de Libia y la revelación del escándalo Irán-Contra. Previamente el presidente había ordenado un masivo incremento militar para la lucha estrecha contra la Unión Soviética (URSS), dejando atrás la estrategia de la détente. Describió públicamente a la URSS como el «imperio del mal» y apoyó movimientos anticomunistas en todo el mundo a través de la denominada Doctrina Reagan. Negoció el Tratado INF para el desarme nuclear con el secretario general soviético Mijaíl Gorbachov, logrando la reducción de los arsenales nucleares de ambos países.
Dejó el cargo en 1989 y fue sucedido por su vicepresidente George H. W. Bush, luego de triunfar en las elecciones de 1988.
En 1994 reveló que le habían diagnosticado la enfermedad de Alzheimer a comienzos de ese año. Murió diez años después a los 93 años de edad, siendo uno de los expresidentes más longevos del país.

## Infancia y juventud
Ronald Reagan nació en el edificio del banco local en Tampico, Illinois, el 6 de febrero de 1911. Sus padres fueron John «Jack» Reagan, vendedor de zapatos, y Nelle Wilson Reagan, predicadora. presbiteriana. Cuando era pequeño, su padre le puso el apodo de «Dutch», debido a su parecido a un «gordito Dutchman», y su corte de pelo «Dutchboy»; el sobrenombre siguió a Ronald durante su juventud. La familia de Reagan vivió brevemente en diferentes pueblos y ciudades en Illinois, incluyendo Monmouth, Galesburg y Chicago, hasta que en 1919 regresaron a Tampico y vivieron encima de la H.C. Pitney Variety Store. Después de su elección como presidente, cuando residía en el segundo piso de la Casa Blanca, Reagan diría que estaba «nuevamente viviendo encima de la tienda».

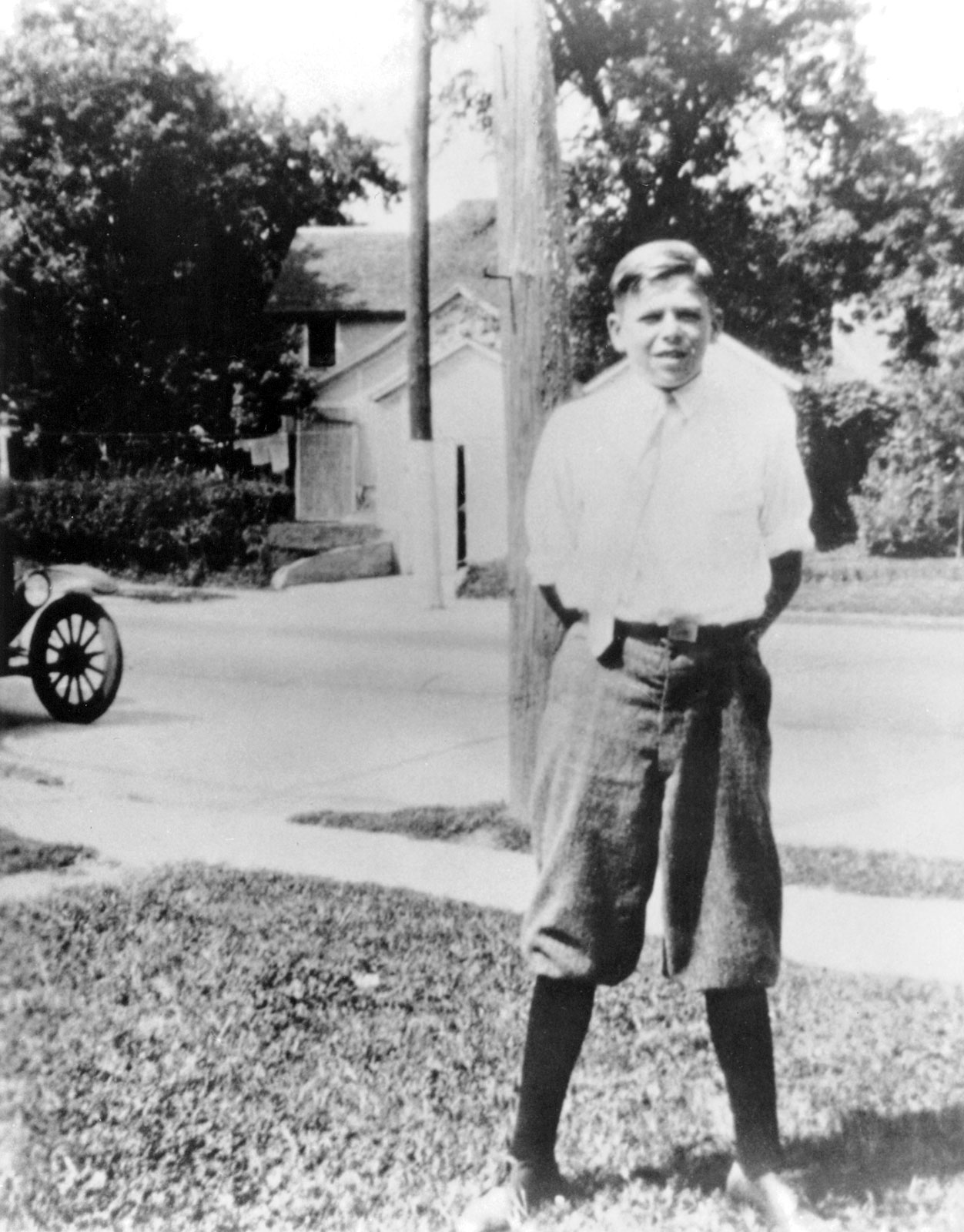
Ronald Reagan en su juventud en Dixon, Illinois.

Según Paul Kengor, escritor de God and Ronald Reagan, Reagan tenía particularmente una profunda fe en la bondad de las personas, que venía de la fe optimista de su madre, Nelle, y de la fe de los Discípulos de Cristo, en la que fue bautizado en 1922. Cuando Reagan tenía 11 años, su madre le regaló el libro That Printer of Udell's y él dijo que ese libro le inspiró para convertirse en un cristiano evangélico; a la edad de 66, Reagan afirmó que el libro «le dejó una inmutable creencia en el triunfo del bien sobre el mal». Para su época, Reagan tenía un comportamiento inusual en su oposición a la discriminación racial, y recuerda una ocasión en que en una hostería local en Dixon no se permitió a un grupo de personas negras que pasaran la noche. Reagan los llevó a su casa, donde su madre les invitó a quedarse por la noche y a la mañana siguiente les sirvió el desayuno.
Tras la clausura de la Tienda Pitney a fines de 1920, los Reagan se mudaron a Dixon, donde el «pequeño universo» del centroeste dejó una gran impresión en Ronald. Estudió en el Dixon High School, donde desarrolló un interés en la actuación, los deportes y el contar historias. Su primer trabajo fue como salvavidas en Rock River en Lowell Park, cerca de Dixon, en 1926. «Salvé 77 vidas», manifestó Reagan en una entrevista, y dijo que dejaba una marca en un trozo de madera cada vez que salvaba una vida. Después del High School, Reagan asistió al Eureka College, donde fue un miembro de la fraternidad Tau Kappa Epsilon, sacando su mención principal en economía y sociología. Fue muy activo en los deportes, incluyendo el fútbol americano.

## Carrera como artista

### Radio y cine

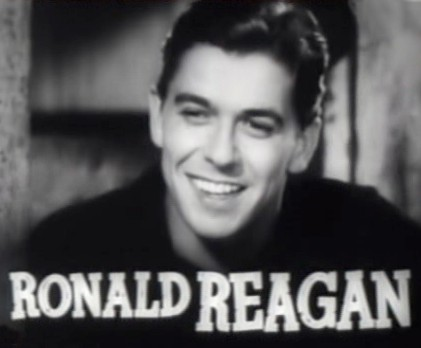
Reagan actuó en Cowboy from Brooklyn en 1938.

Tras graduarse de Eureka en 1932, Reagan se trasladó a Iowa, donde trabajó en varias estaciones de radio locales. Le contrataron para transmitir los partidos locales de fútbol americano del equipo Hawkeyes de la Universidad de Iowa. Le pagaban $10 por partido. Al poco tiempo se abrió un puesto de trabajo para miembros del equipo de anunciantes de la estación de radio WOC en Davenport, y contrataron a Reagan, ganando ahora $100 al mes. Debido a su voz persuasiva, se cambió a la radio WHO en Des Moines como locutor de los partidos de béisbol de los Chicago Cubs. Su especialidad era recrear jugada por jugada las noticias que la estación recibía por cable.
Mientras viajaba con los Cubs en California, Reagan realizó una prueba de cámara en 1937 que le proporcionó un contrato de siete años con el estudio Warner Brothers. Su primer crédito en una película fue el papel protagonista en la película de 1937 Love Is on the Air, y para finales de 1939 ya había trabajado en 19 películas. Antes de la película Camino de Santa Fe de 1940, interpretó a George «The Gipper» Gipp en la película Knute Rockne, All American; de ella obtuvo el sobrenombre «the Gipper», que le acompañaría durante su vida La interpretación favorita de Reagan la realizó en la película Kings Row de 1942, pero su interpretación no obtuvo una aprobación universal: un crítico sintió que Reagan había «estado solo casualmente en contacto con su personaje». Reagan también actuó en Tennessee's Partner, Hellcats of the Navy, This Is the Army, Dark Victory, Bedtime for Bonzo, Cattle Queen of Montana y The Killers (su última película) en un remake de 1964.
Pasó la mayor parte de su carrera en la división de «películas B», donde Reagan bromeaba diciendo que los productores «no las querían buenas, las querían para el jueves». Si bien fue muchas veces eclipsado por actores más famosos, las películas de Reagan recibieron muchas críticas favorables. A finales de 1950, cuando las propuestas de cine son pocas, Ronald Reagan vuelve a la televisión. Fue elegido presidente del sindicato de actores donde sus ingresos llegaron a 125 000 dólares por año a finales de 1950 (el equivalente al precio de una casa). Sus actividades como presidente del Screen Actors Guild (Sindicato de actores de cine) lo llevaron a la política mediante la alineación con el senador Joseph McCarthy y cooperando con el Comité Parlamentario de Actividades Antiamericanas (famosa caza de brujas) donde denunció a varios de sus colegas supuestamente comunistas ante el senador Joseph McCarthy (1908-1957), quien puso en marcha un extendido proceso de declaraciones, acusaciones infundadas, denuncias, interrogatorios, procesos irregulares pérdida del trabajo, negación del pasaporte y listas negras contra personas sospechosas de ser comunistas. Décadas después según el historiador Richard Rovere, Reagan utilizó estas acusaciones para resolver disputas personales contra actores que lo habían opacado o que habían cuestionado su manejo opaco de las cuentas como presidente del Screen Actors Guild.

### Servicio militar
Después de completar catorce Cursos de Extensión del Ejército que se realizan en la casa, Reagan se alistó en el Ejército de Reserva el 29 de abril de 1937 y fue asignado en calidad de soldado a la Troop B, 322.º de Caballería en Des Moines, Iowa. Fue nombrado Teniente Segundo en el Cuerpo de Oficiales de Reserva de Caballería el 25 de mayo de 1937, y el 18 de junio fue destinado al 323.º Caballería.
Reagan fue enviado al servicio activo por primera vez el 18 de abril de 1942. Debido a su miopía, fue clasificado para realizar solamente servicios limitados, lo que le excluía de servir fuera de Estados Unidos. Su primera misión fue en el San Francisco Port of Embarkation en Fort Mason, California, como oficial de enlace de la Port and Transportation Office. Tras la aprobación de la Fuerza Aérea del Ejército (AAF), solicitó que le transfirieran de la Caballería a la AAF el 15 de mayo de 1942, y fue asignado a las Relaciones Públicas de la AAF y seguidamente al 1st Motion Picture Unit (oficialmente, el «18º AAF Base Unit») en Culver City, California. El 14 de enero de 1943 fue promovido a Teniente Primero y enviado al Provisional Task Force Show Unit of This Is The Army en Burbank, California. Regresó al 1st Motion Picture Unit después de completar su servicio y fue ascendido a Capitán el 22 de julio de 1943.
En enero de 1944, el capitán Reagan fue llamado a servicio temporalmente en la Ciudad de Nueva York para participar en la inauguración del sexto War Loan Drive. Fue reasignado al 18.º AAF Base Unit el 14 de noviembre de 1944, donde permaneció hasta el final de la Segunda Guerra Mundial. Fue recomendado para ser promovido a Mayor el 2 de febrero de 1945, pero la recomendación fue rechazada el 17 de julio de ese año. Regresó a Fort MacArthur, California, donde se licenció del servicio activo el 9 de diciembre de 1945. Al final de la guerra, su unidad había producido alrededor de 400 películas de entrenamiento para la AAF.

### Presidente del SAG y televisión

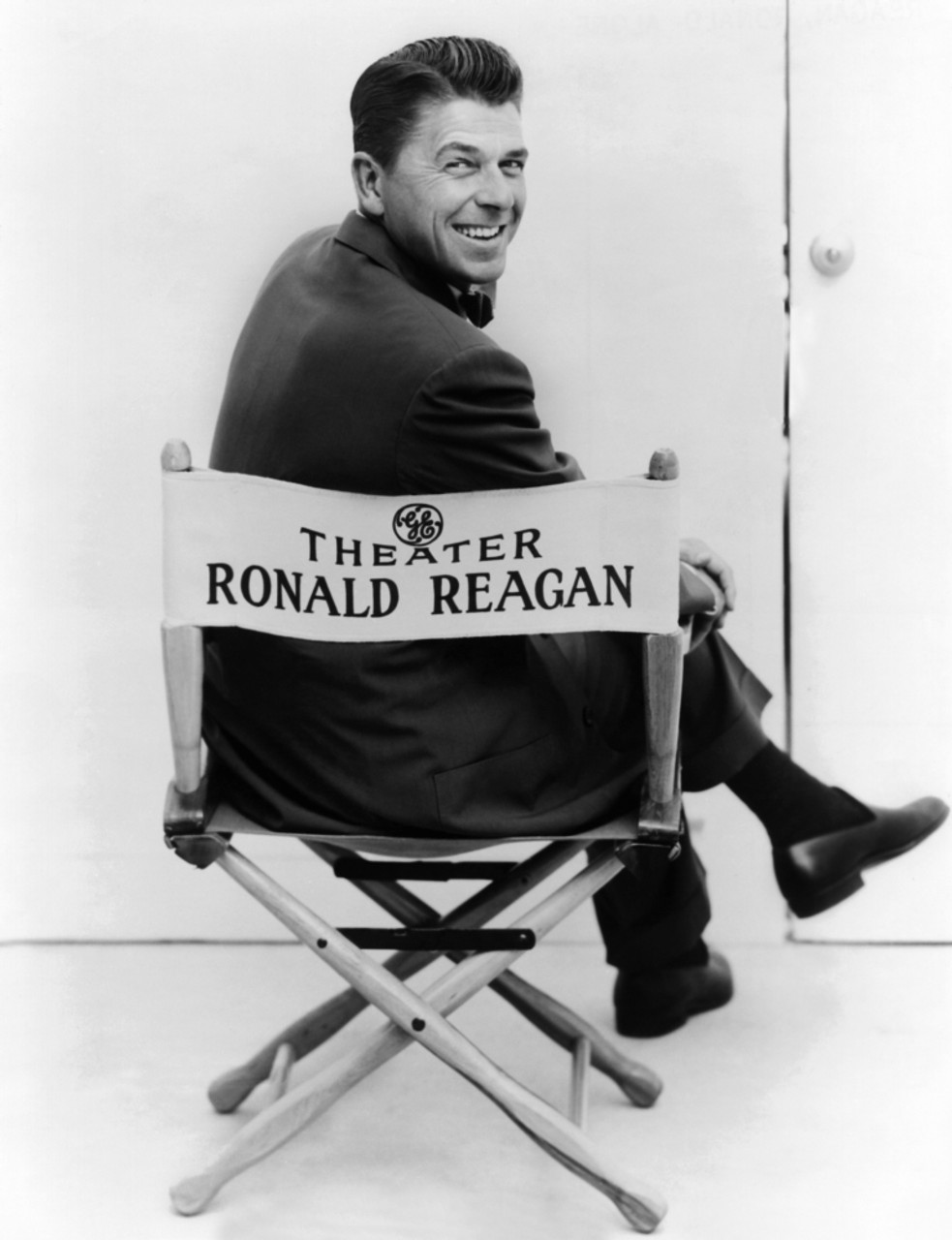
La estrella de televisión Ronald Reagan como anfitrión del General Electric Theater.

Reagan fue elegido por primera vez a la Junta de Directores del Screen Actors Guild en 1941, sirviendo como un alterno. Después de la Segunda Guerra Mundial, regresó a su puesto y en 1946 se convirtió en 3.er vicepresidente. La adopción de leyes de conflictos de intereses de 1947 llevaron a que el presidente y seis miembros de la Junta renunciaran; Reagan fue nominado en una elección especial para el cargo de presidente y resultó elegido. Desde entonces sería escogido por los miembros para siete períodos de un año adicionales, desde 1947 a 1952 y después nuevamente en 1959. Reagan guio al SAG durante años marcados por grandes eventos, como las disputas entre los trabajadores y los patronos, la Ley Taft-Hartley, las audiencias de la Comité de Actividades Antiestadounidenses (HUAC) y la era de la lista negra de Hollywood. Participó durante el Macarthismo denunciando a actores, directores e intelectuales sospechosos de tener ideas de izquierda, que fueron perseguidos por sospechas, con acusaciones infundadas, interrogatorios, pérdida del trabajo y negación del pasaporte a los sospechosos de comunismo, o encarcelados.
En 1947, como presidente del SAG, Reagan testificó ante el Comité de la Cámara de Representantes sobre Actividades No Estadounidenses sobre la influencia comunista en la industria del espectáculo. Totalmente contrario al comunismo, reafirmó su compromiso con los principios democráticos, declarando: «Como ciudadano, vacilaría al ver a cualquier partido político proscrito por una ley que se basa en su ideología política. Sin embargo, si se prueba que una organización es un agente de poderes extranjeros, o en cualquier caso no es un partido político legítimo —y yo creo que el gobierno es capaz de probarlo- entonces estamos en otro tema...» [cita requerida]
Aunque al principio tenía una postura crítica respecto a la televisión, Reagan obtuvo algunos papeles en el cine a fines de la década de 1950, por lo que se decidió a unirse al medio. Fue contratado como presentador del General Electric Theater, una serie semanal de dramas que se volvió muy popular. Su contrato le exigía que recorriera las plantas de GE por diez semanas al año, y usualmente le demandaban catorce discursos por día. Ganaba aproximadamente 125 000 $ al año (cerca de 1 000 000 $ en dólares de 2008) por su rol. Su trabajo final como actor profesional fue como anfitrión y actor de la serie de televisión Death Valley Days, entre 1964 y 1965.

## Matrimonio e hijos

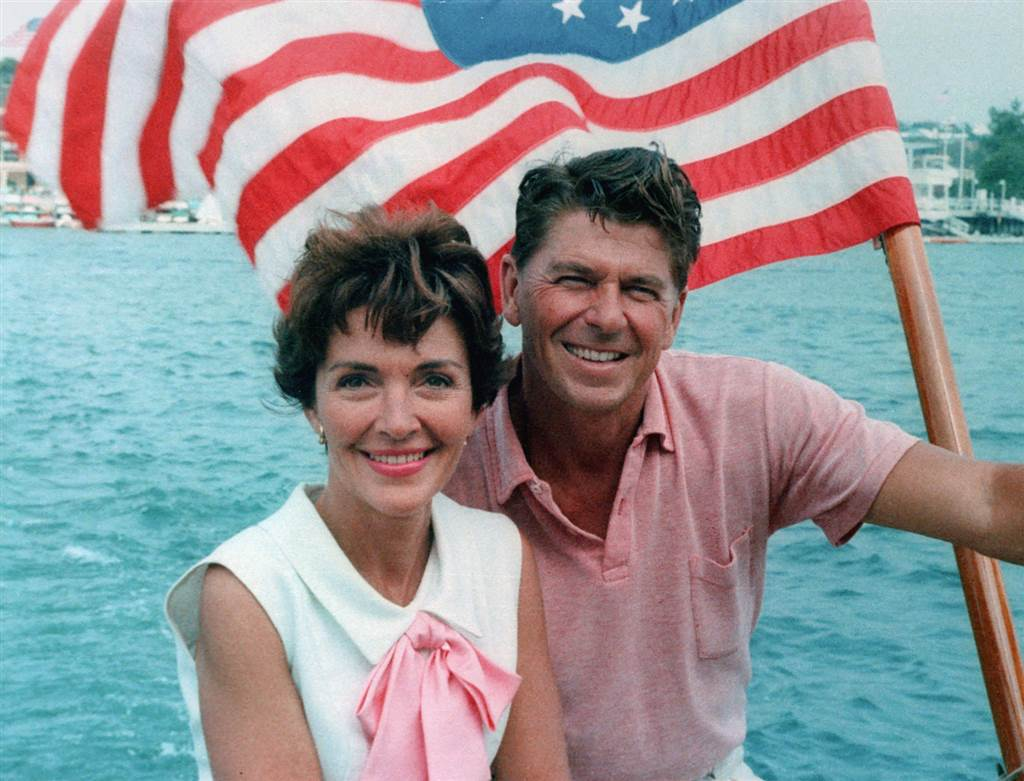
Ronald y Nancy Reagan en un bote en California en 1964

### Jane Wyman
En 1938, Reagan coprotagonizó la película Brother Rat junto a la actriz Jane Wyman (1914–2007). Se comprometieron en el Chicago Theatre y contrajeron matrimonio el 26 de enero de 1940, en la Wee Kirk o' the Heather church en Glendale, California. Tuvieron dos hijos, Maureen (1941–2001) y Christine (26 de junio de 1947-27 de junio de 1947), y adoptaron a un tercer hijo, Michael (nacido en 1945). En 1948 Wyman solicitó el divorcio argumentando que se debía a las ambiciones políticas de Reagan, citando que era una distracción originada por las obligaciones de su marido con el sindicato SAG; el divorcio finalizó en 1949. Reagan fue el primer presidente de Estados Unidos que se había divorciado.

### Nancy Davis
Reagan conoció a la actriz Nancy Davis (1921-2016) en 1949 después de que ella le contactara en su calidad de presidente del Screen Actors Guild, para que la ayudara con un asunto relacionado con la aparición de su nombre en una lista negra comunista en Hollywood (había sido confundida por otra Nancy Davis). Ella describió el encuentro diciendo: «No sé si habrá sido exactamente amor a primera vista, pero fue muy cercano a ello». Se comprometieron en el restaurante Chasen's en Los Ángeles y contrajeron matrimonio el 4 de marzo de 1952 en la Little Brown Church en el San Fernando Valley. El actor William Holden fue el padrino en la ceremonia. Tuvieron dos hijos: Patti (nacida en 1952) y Ron (nacido en 1958).
Quienes les observaron, describen la relación de los Reagan como cercana e íntima. Durante su presidencia, se reportó que frecuentemente mostraban su cariño el uno por el otro; una secretaria de prensa dijo, «Nunca se tomaron el uno al otro por sentado. Nunca dejaron de cortejarse». La solía llamar «Mommy»; ella le llamaba «Ronnie». Él le escribió una vez, «Todo lo que atesoro y disfruto... no tendría sentido si no te tuviera a ti». Cuando él estaba en el hospital después del intento de asesinato de 1981, ella dormía con una de sus camisas para confortarse con su aroma. En una carta a los ciudadanos de EE. UU. escrita en 1994, Reagan escribió: «Recientemente se me ha dicho que yo voy a ser uno entre los millones de estadounidenses que se va a ver afectado por la enfermedad de Alzheimer... Solo desearía que hubiera alguna forma de evitar que Nancy pase por esta dolorosa experiencia», y en 1998, cuando estaba seriamente afectado por el Alzheimer, Nancy contó a Vanity Fair: «Nuestra relación es muy especial. Estuvimos muy enamorados y todavía lo estamos. Cuando dije que mi vida comenzó con Ronnie, bueno, es verdad. Lo hizo. No puedo imaginar la vida sin él».

## Inicios de su carrera política
Se unió a numerosos comités políticos con una orientación de izquierda, como el Comité de Veteranos de Estados Unidos. Era entonces, donde sentía que los comunistas eran una poderosa influencia entre bastidores en esos grupos, lo que le llevó a reunir a sus amigos en contra de ellos.
Registrado como Demócrata y admirador de Franklin D. Roosevelt, Reagan apoyaba el Nuevo trato. A comienzos de la década de 1950, Reagan comenzó a girar a la derecha debido a su deseo de un gobierno federal más limitado, apoyando las candidaturas presidenciales de Dwight D. Eisenhower en 1952 y 1956 como también la de Richard Nixon en 1960. En su posición con General Electric, a Reagan se le exigía recorrer las plantas de GE y dar discursos. Usualmente, estos discursos tenían contenidos políticos y entregaban un mensaje conservador y pro empresa. Aunque después, en la Casa Blanca, tuvo escritores de discursos, Reagan los continuaba editando, y algunas veces escribiendo, muchos de sus discursos. Finalmente los discursos se volvieron muy controvertidos para el gusto de la empresa, y Reagan fue despedido de General Electric en 1962. Reagan se cambió formalmente al Partido Republicano ese mismo año, diciendo «Yo no abandoné al Partido Demócrata. El partido me abandonó a mí».
Dos años antes de cambiar de partido, Reagan se unió a la campaña del candidato conservador a la presidencia Barry Goldwater. Hablando en nombre de Goldwater, Reagan recalcó su creencia en la importancia de un gobierno pequeño. Reveló su motivación ideológica en un famoso discurso dado el 27 de octubre de 1964: «Los Padres Fundadores sabían que un gobierno no puede controlar la economía sin controlar a la gente. Y ellos sabían que cuando un gobierno se propone hacer eso, debe usar la fuerza y la coacción para lograr sus propósitos. Así que hemos llegado a un tiempo para elegir». El discurso recaudó $1 millón para la campaña de Goldwater, y pronto se conoció como el discurso «Tiempo para elegir». Es considerado el evento que dio partida a la carrera política de Reagan.

## Gobernador de California (1967-1975)

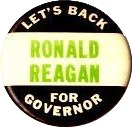

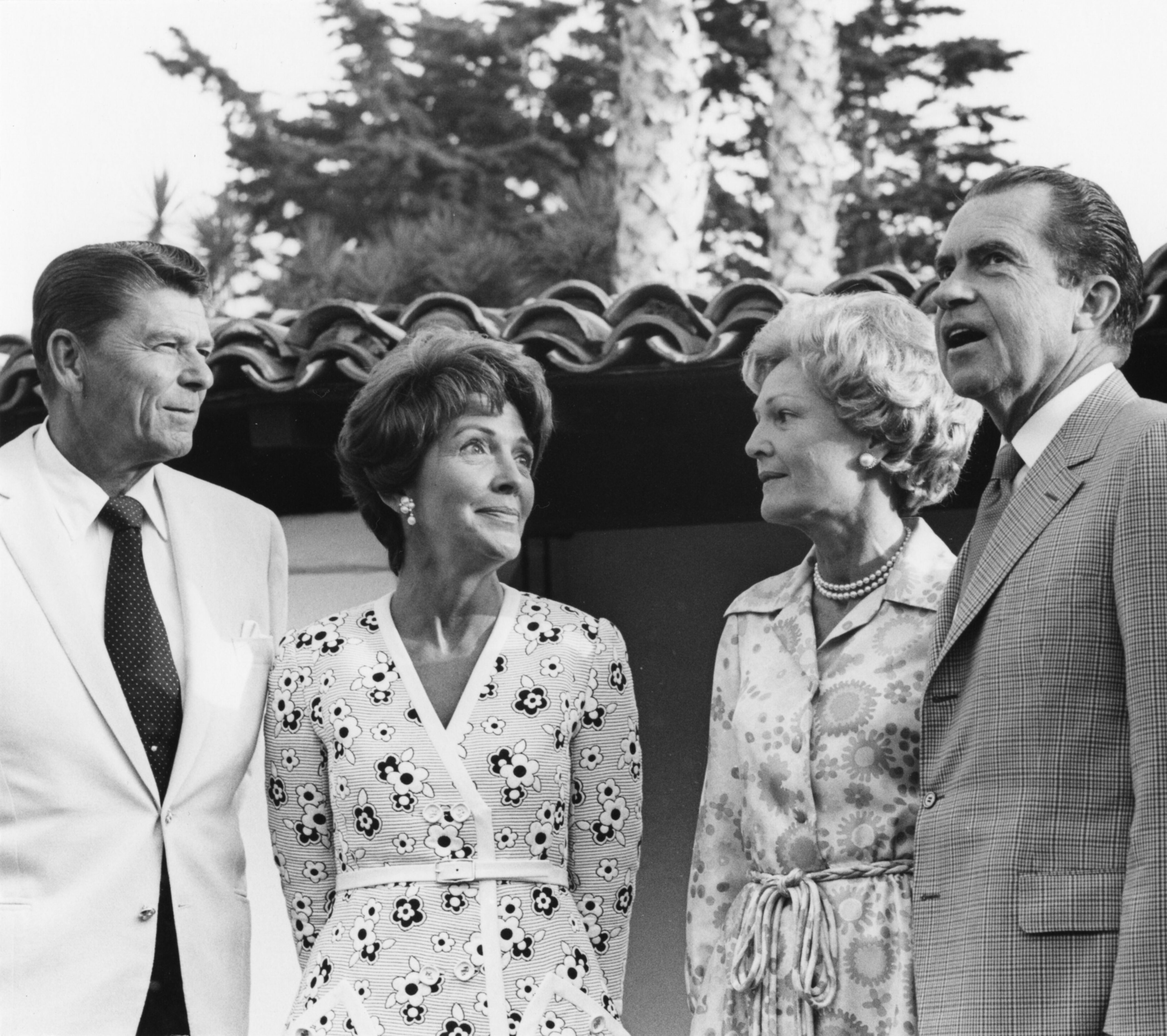
Los Reagan con el presidente Richard Nixon y la primera dama Pat Nixon, en julio de 1970.

Ronald y Nancy Reagan celebran su victoria en las elecciones a gobernador de California, el 8 de noviembre de 1966 en Los Ángeles.

En 1966 fue elegido 33.er gobernador de California, derrotando al dos veces gobernador Pat Brown; fue reelegido en 1970, derrotando a Jesse Unruh, pero decidió no postularse para un tercer mandato. Durante las protestas en People's Park, envió 2200 soldados de la Guardia Nacional al campus de la Universidad de California. Lo hizo aduciendo que su administración no estaría bajo la influencia de las agitaciones estudiantiles. Cuando terroristas del grupo izquierdista Ejército Simbiótico de Liberación (Symbionese Liberation Army o SLA) secuestraron a Patty Hearst en Berkeley, y presentó una lista de demandas que incluían la distribución gratuita de alimento a los pobres, [cita requerida]Reagan sugirió que era un buen tiempo para un brote de botulismo. Después de que los medios de comunicación recogieran y difundieran este comentario, pidió perdón. De gobernador intentó sofocar las protestas del Partido Pantera Negra y el movimiento juvenil de Berkeley.
En mayo de 1969 la policía se lanzó contra «Peoples Park», un parque comunal de Berkeley. La policía abrió fuego y mató a James Rector, lo que desencadenó nuevas protestas Reagan mandó a la Guardia Nacional a ocupar la universidad los soldados avanzaron con bayonetas caladas y los helicópteros lanzaban gas lacrimógeno.
Se opuso a la construcción de una represa federal, el Dos Ríos, que habría inundado un valle de rancheros indígenas. Más tarde, Reagan y su familia realizaron un viaje de verano en Sierra Nevada al lugar donde sería construida una carretera. Una vez allí, declaró que no sería construida. Una de las mayores frustraciones de Reagan fue que no logró la restitución de la pena capital. Había hecho campaña como uno de sus partidarios más fuertes; sin embargo, frustraron sus esfuerzos para hacer cumplir las leyes del estado en esta área cuando el Tribunal Supremo de California emitió el veredicto del juicio del Pueblo versus Anderson. La decisión de Anderson, que invalidó todas las penas de muerte en California condenadas antes de 1972. Aunque la decisión fue rápidamente revertida por una enmienda constitucional, no habría otra ejecución en California hasta 1992.
Reagan promovió el desmontaje del sistema público de hospitales psiquiátricos, proponiendo un alojamiento y tratamiento por decisión de la comunidad, sustituyendo la hospitalización involuntaria, en la que vio como una violación de las libertades civiles. Según algunos críticos de Reagan, las instalaciones de reemplazo de comunidad nunca fueron suficientemente financiadas por Reagan o por sus sucesores.

## Camino a la presidencia

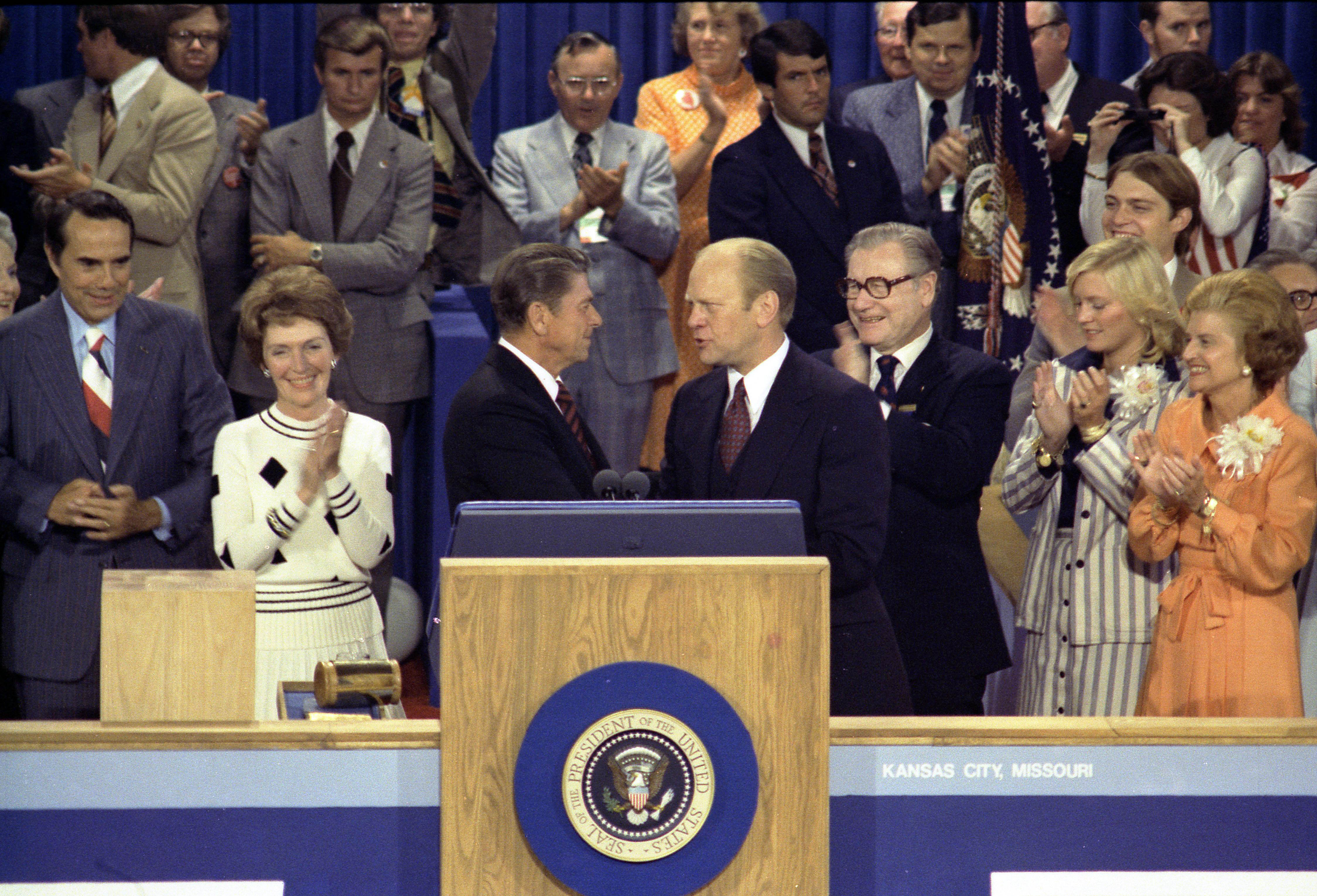
En el podio con Gerald Ford después de perder por poco la nominación presidencial en la Convención Nacional Republicana de 1976

La primera tentativa de Reagan de obtener la nominación como candidato republicano para la presidencia fue en 1968 contra Richard Nixon pero fracasó. Aun así en julio de 1972 este le nombró enviado especial a una gira por siete países europeos con un mensaje personal para profundizar la cooperación con Europa. Intentó nuevamente la nominación en 1976 contra Gerald Ford, pero fue derrotado en la Convención Republicana por una pequeña diferencia.
En 1980 Reagan obtuvo finalmente el nombramiento del Partido Republicano para la candidatura presidencial después de derrotar a sus rivales en las elecciones primarias internas de la mayoría de los Estados. Durante la Convención Nacional Republicana celebrada desde el 14 de julio hasta el 17 de julio de 1980, en Detroit, Míchigan, Reagan habló de la posibilidad de que el expresidente Gerald Ford fuera como candidato a la vicepresidencia, pero en última instancia seleccionó a George H. W. Bush. Como opositor de Reagan durante las elecciones primarias del partido, Bush había declarado que nunca sería su vicepresidente. Bush era muchas cosas que Reagan no: un Republicano de toda la vida, veterano de guerra y con una posición de acercamiento a las Naciones Unidas, asimismo la filosofía económica y política de Bush era mucho más moderada que la de Reagan.

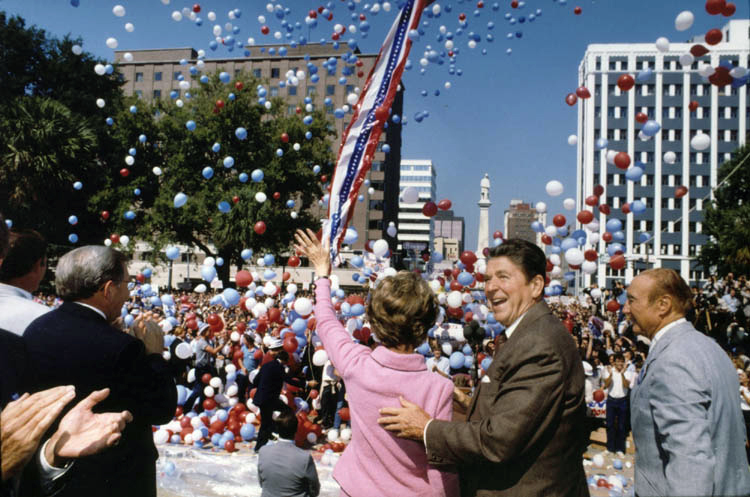
Reagan haciendo campaña en Columbia (Carolina del Sur) en 1980.

Un republicano liberal (del ala izquierdista del partido) que había sido derrotado en las primarias internas por Reagan, el entonces representante del Congreso de los Estados Unidos, John B. Anderson, decidió presentar su candidatura presidencial como independiente, llevándose consigo a una parte del electorado republicano tradicional y a muchos independientes que deseaban una tercera opción diferente a la de los dos grandes partidos tradicionales.
Después de la Convención Republicana, Ronald Reagan dio un discurso de campaña en una feria anual en las afueras de Filadelfia, Misisipi, en el lugar de los asesinatos de trabajadores defensores de los derechos civiles de Misisipi en 1964.
Durante el discurso, Reagan declaró «creo en los derechos de los estados» y «creo que hemos distorsionado el equilibrio de nuestro gobierno por entregar poderes que nunca se creyó fueran dadas en la Constitución al gobierno federal». Continuó prometiendo «restaurar a los estados y administraciones locales el poder que por derecho les pertenece».[cita requerida]
La campaña, liderada por William J. Casey, se desarrolló a la sombra de la crisis de los rehenes de Irán; algunos analistas creen que la incapacidad del entonces presidente y aspirante a la reelección, Jimmy Carter, de solucionar la crisis, desempeñó un papel fundamental en la victoria de Reagan. Por otra parte, la incapacidad de Carter de solucionar una inflación de dos dígitos y el nivel de desempleo, la paralización del crecimiento económico, la inestabilidad en el mercado del petróleo, y la debilidad percibida de la defensa nacional, podrían haber tenido un mayor impacto sobre el electorado. En lo que concierne a la economía, Reagan dijo una de sus frases famosas: «Una recesión es cuando tu vecino pierde su empleo. Una depresión es cuando tú pierdes el tuyo. Y una recuperación es cuando Jimmy Carter pierde el suyo».
En la elección presidencial celebrada el 4 de noviembre de 1980, Reagan obtuvo 43 903 230 votos populares equivalentes al 50,75% del total de los sufragios emitidos; Carter obtuvo 35 480 115 votos populares, que equivalían al 41,01% de los sufragios; Anderson obtuvo 5 719 850 votos populares, equivalentes al 6,61% de los votos; el candidato del Partido Libertario, Ed Clark, obtuvo 921 128 votos, que equivalían al 1,06%; y el resto se repartió entre otros candidatos más pequeños. Reagan ganó en 44 estados y Carter en apenas 6 estados y el Distrito de Columbia, por lo que en el Colegio Electoral Reagan obtuvo 489 Electores contra 49 de Carter. Por lo tanto Reagan se convirtió en presidente electo.
La elección presidencial fue acompañada con el cambio de 12 escaños del Senado de manos Demócratas a Republicanas, dando a los Republicanos una mayoría en el Senado por primera vez en 28 años. Al tomar posesión, el 20 de enero de 1981, se convirtió en el presidente de más edad en tomar el cargo, con 69 años, una de las frases que pronunció en su posesión fue: «Government is the problem» (El Gobierno es el problema).

## Presidencia (1981-1989)

### Política interior

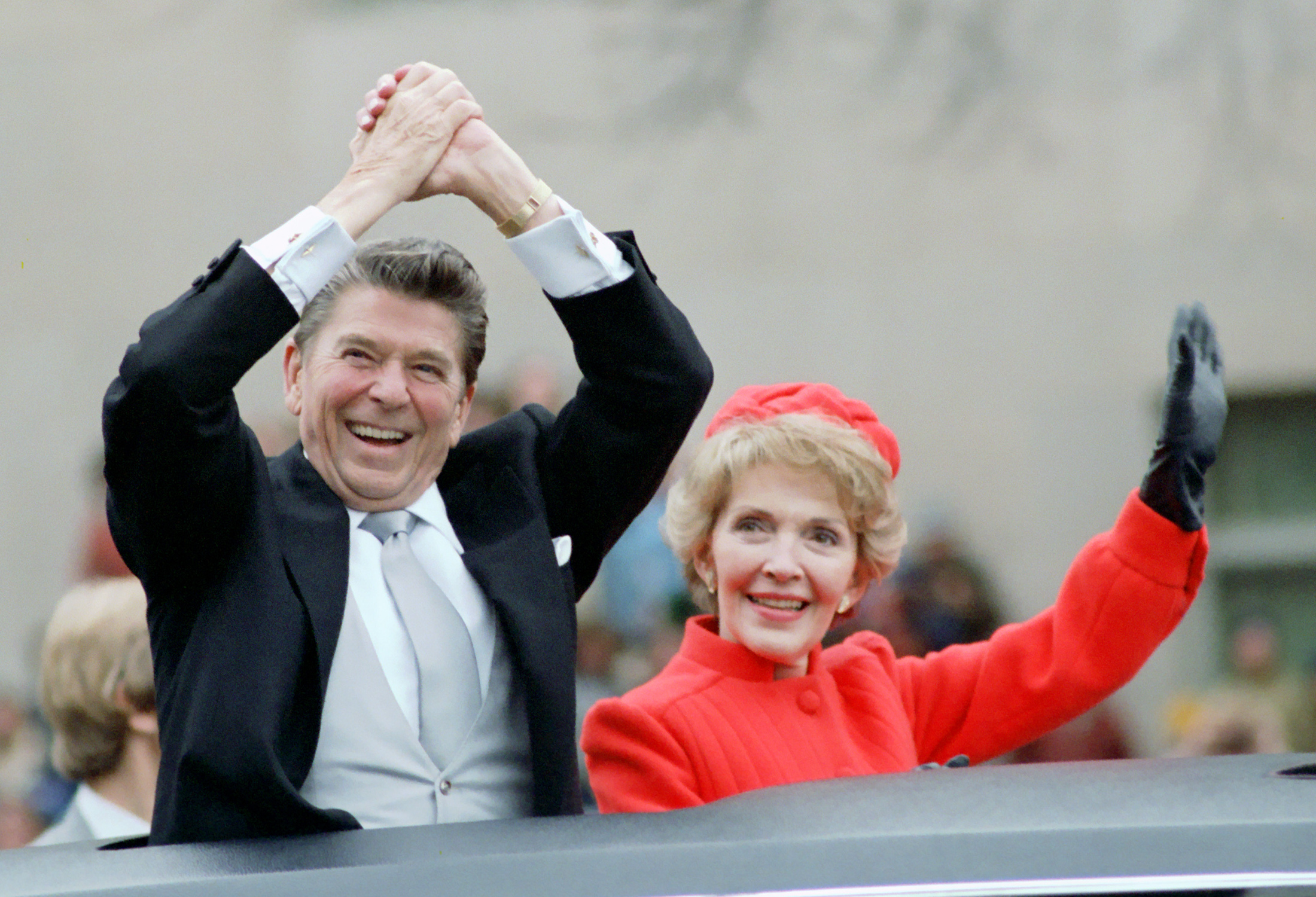
Los Reagan en 1981.

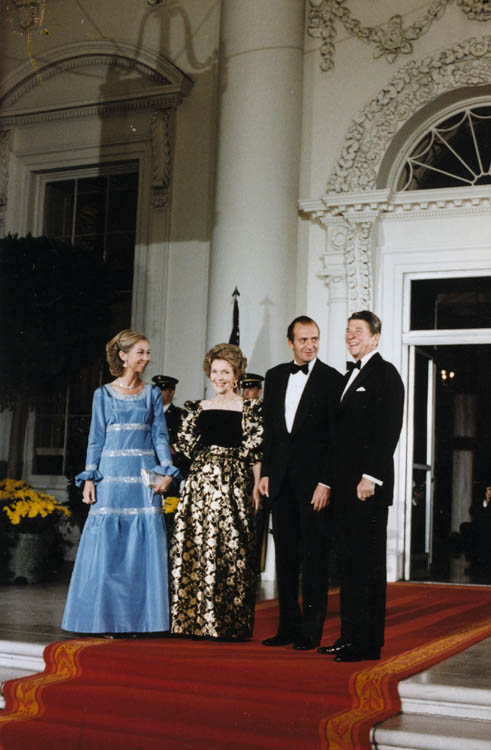
Ronald Reagan y Nancy Reagan con el rey de España Juan Carlos I de España y Sofía de Grecia, en octubre de 1981.

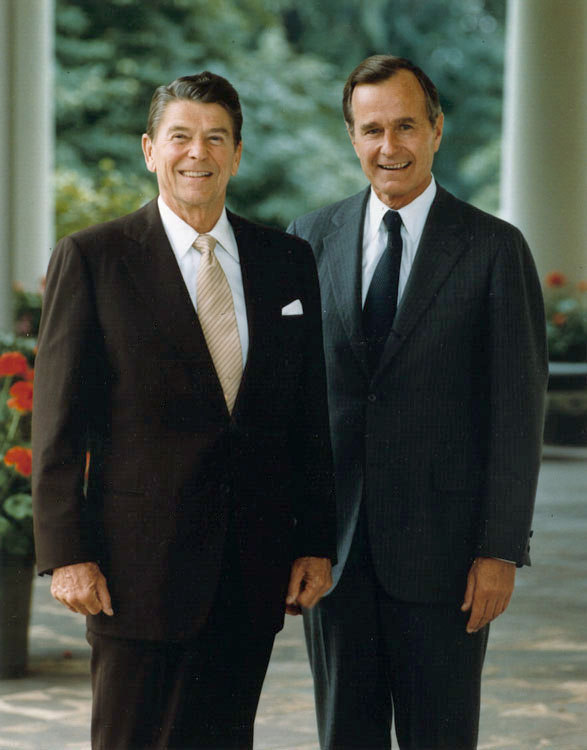
Reagan y su vicepresidente George H. W. Bush.

Reagan se retrataba a sí mismo como un defensor del liberalismo económico, a favor de fuertes recortes fiscales, y la reducción del Estado. El economista y premio Nobel Milton Friedman lo elogia «de estar dispuesto a causar una severa recesión para terminar con la inflación». 
El punto alto de la presidencia de Reagan fueron sus primeros 100 días en la presidencia, iniciado con el fin de la crisis de los rehenes en Irán, tras ser liberados minutos después de su toma de mando. El primer acto oficial de Reagan fue terminar con el control de precios del petróleo, con la esperanza de aumentar la producción doméstica del combustible y fomentar su exploración, el precio de venta al público de un galón de gasolina pasó de un promedio de 28,5 centavos en mayo de 1981 a 65,1 centavos en junio de 1982. 
Uno de los focos de mayor preocupación del primer periodo de Reagan era la reactivación de la economía, se combinaba el estancamiento económico con una gran inflación, esta política causó una recesión de corto plazo (1981-1982), que bajó temporalmente el apoyo público de Reagan. Otros lo elogiaron por tomar aquella estrategia. [cita requerida]La campaña electoral de Reagan se llevó a cabo con un programa económico que prometía reducir los impuestos. Este tipo de plan económico ha conducido a un enorme déficit y a una profunda recesión. El desempleo había alcanzado su punto más alto desde la gran depresión: 11,6 millones de norteamericanos estaban sin trabajo (10,4% de la población económica activa). De ellos, 3,7 millones han perdido su empleo desde la llegada de Reagan a la Casa Blanca. Sectores enteros de la producción habían sido desmantelados en los primeros veinte meses. La crisis afectó a las industrias tradicionales, automóviles, electrodomésticos, textiles y siderurgia. Para fines de 1982 la situación económica era cada vez más dramática, porque los subsidios en todas las áreas de los servicios sociales fueron drásticamente disminuidos. Con un déficit presupuestario que Wall Street estima entre 140 y 160 mil millones de dólares, uno de los más altos de la historia a pesar de los recortes. Realizó una estrategia de combinar esta política de contraer la emisión con cortes fiscales generales diseñados para aumentar la inversión en los negocios (en palabras de Reagan: «la escuela de Chicago, ofertismo fiscal, bajar los impuestos a las grandes empresas, reducir los controles, privatizar los servicios públicos, disminuir el poder de las organizaciones obreras y la negociación colectiva. Mientras esta política era ridiculizada por sus opositores como el vudú y Reaganomics. La disminución de los gastos sociales acarreó un aumento de la pobreza, las minorías étnicas quedaron excluidas y los sistemas de protección social y educativa fueron fuertemente afectados, la política de Reagan registró un déficit presupuestario y comercial récord.
Debió enfrentar a poco de comenzar su gobierno un paro de controladores aéreos, para frenarlo se enviaron miles de cartas de despido aparte de los 12 172 controladores (el colectivo reúne a 13 000) que llevaban a cabo la huelga, la reducción a la mitad de los vuelos regulares durante el siguiente mes en veintidós aeropuertos de las principales ciudades del país y el cierre de 58 torres de control en distintos puntos del país. Durante su presidencia, la Liga Anticomunista Mundial (WACL) se convierte en herramienta para las operaciones secretas de la CIA. Paralelamente, Reagan crea en 1984 la National Endowment for Democracy (NED) para proseguir las actividades de injerencia política y sindical de la CIA. Esta reforma provoca una multiplicación de las operaciones secretas, sobre todo en América Latina. Uno de los primeros blancos es Guatemala, cuyo presidente saliente, el general Romeo Lucas García, había sin embargo financiado la campaña presidencial de Reagan con fondos del orden de los 500 000 dólares. Su brazo derecho, Mario Sandoval Alarcón, «el ligado a los llamados escuadrones de la muerte en América Central» había sido invitado a la ceremonia de investidura del nuevo presidente de los Estados Unidos en enero de 1981. En octubre de 1983, Estados Unidos invadió Granada para sacar del poder a Hudson Austin, quien derrocó y ejecutó a Maurice Bishop una semana antes. En Honduras, donde John Negroponte dirige la guerra de baja intensidad. Sus actividades se extienden rápidamente a Nicaragua. En Libia la administración Reagan ordena el bombardeo del palacio del presidente libio el 14 de abril de 1986 y causa la muerte de cerca de 80 personas. Reagan envía a uno de los jefes de la industria farmacéutica, Donald Rumsfeld, a vender armas químicas a Sadam Huseín incumpliendo los acuerdos internacionales. En los momentos más intensos de la guerra Irak-Irán, el 3 de julio de 1988, ordena al USS Vincennes que derribe el vuelo Iran Air 655 en las aguas territoriales iraníes, lo que causa 290 muertos.

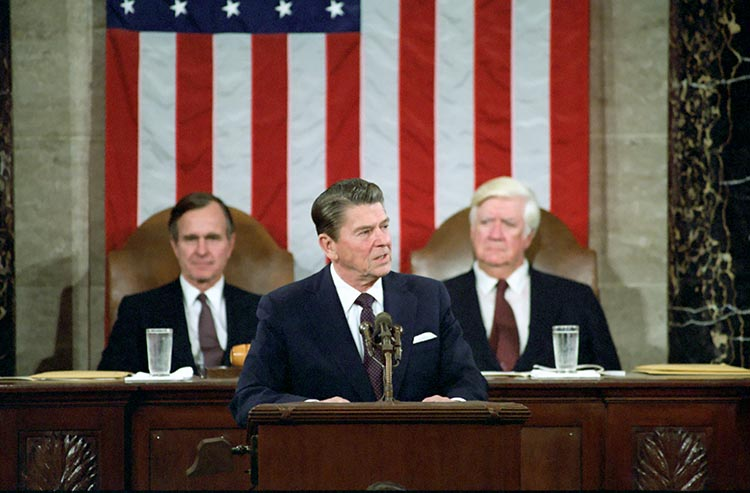
El presidente Reagan dando un discurso en el congreso.

Nancy Reagan, influyó en que se produjera la disculpa pública del presidente por la venta de armamento a Irán, un escándalo que estuvo a punto de tumbar el mandato de este. Al mismo tiempo la primera dama Nancy Reagan tuvo un papel destacado por las grandes cenas de estado, la vajilla cara y, el buen vestir, le supuso un sinfín de críticas, dada la recesión en la que estaba sumido el país. Llegó a ser investigada, dado su uso continuado de un conjunto de piezas de joyería y diseño que ella consideraba o bien regalos o 'préstamos' que se tasaron en un millón de dólares.

Ronald Reagan y Mijail Gorbachov en 1987.

Reagan impuso recortes fiscales por el congreso en 1981. Al mismo tiempo, la administración redujo los gastos sociales, con las protestas demócratas incluidas. En el crac de 1987, el índice bursátil de Wall Street pierde un 22 % en un día. El crac del 87 anuló en una sola sesión bursátil buena parte de las ganancias que se habían acumulado durante cinco años de subidas continuadas en la Bolsa de Nueva York. Hizo que los cimientos de la mayor bolsa del mundo, Wall Street, se tambaleasen por el pánico de millones de inversores que se lanzaron en masa a vender sus acciones. Había temores inflacionistas y la inflación era muy alta. Los tipos de interés estaban subiendo. Aquel 19 de octubre, los inversores perdieron más de 500 000 millones de dólares en un solo día en la bolsa neoyorquina.
Tras la recesión de 1981-1982, la economía experimentó una notable recuperación que comenzó en 1983. Reagan movilizó a la mayoría moral y predicó el regreso a los valores morales tradicionales, entre ellos prohibir el aborto, imponer la teoría creacionista en escuelas estatales y otorgar mayor participación en la vida pública al cristianismo.
Lanzó un programa de remilitarización y el lanzamiento de un programa de armamento espacial intitulado Strategic Defense Initiative, que modificaría profundamente el equilibrio de fuerzas a escala planetaria y estimularía la militarización del espacio, gastando miles de millones de dólares para su realización. Económicamente la administración Reagan había convertido a Estados Unidos en un país con un gran déficit comercial y la mayor deuda externa del mundo, que compromete más y más sus recursos en empresas militares y que vive por encima de sus posibilidades gracias a la aportación de capitales junto a partidas presupuestarias para armar y entrenar a grupos anticomunistas como los Contras y los muyahidines en Afganistán.

### Política exterior

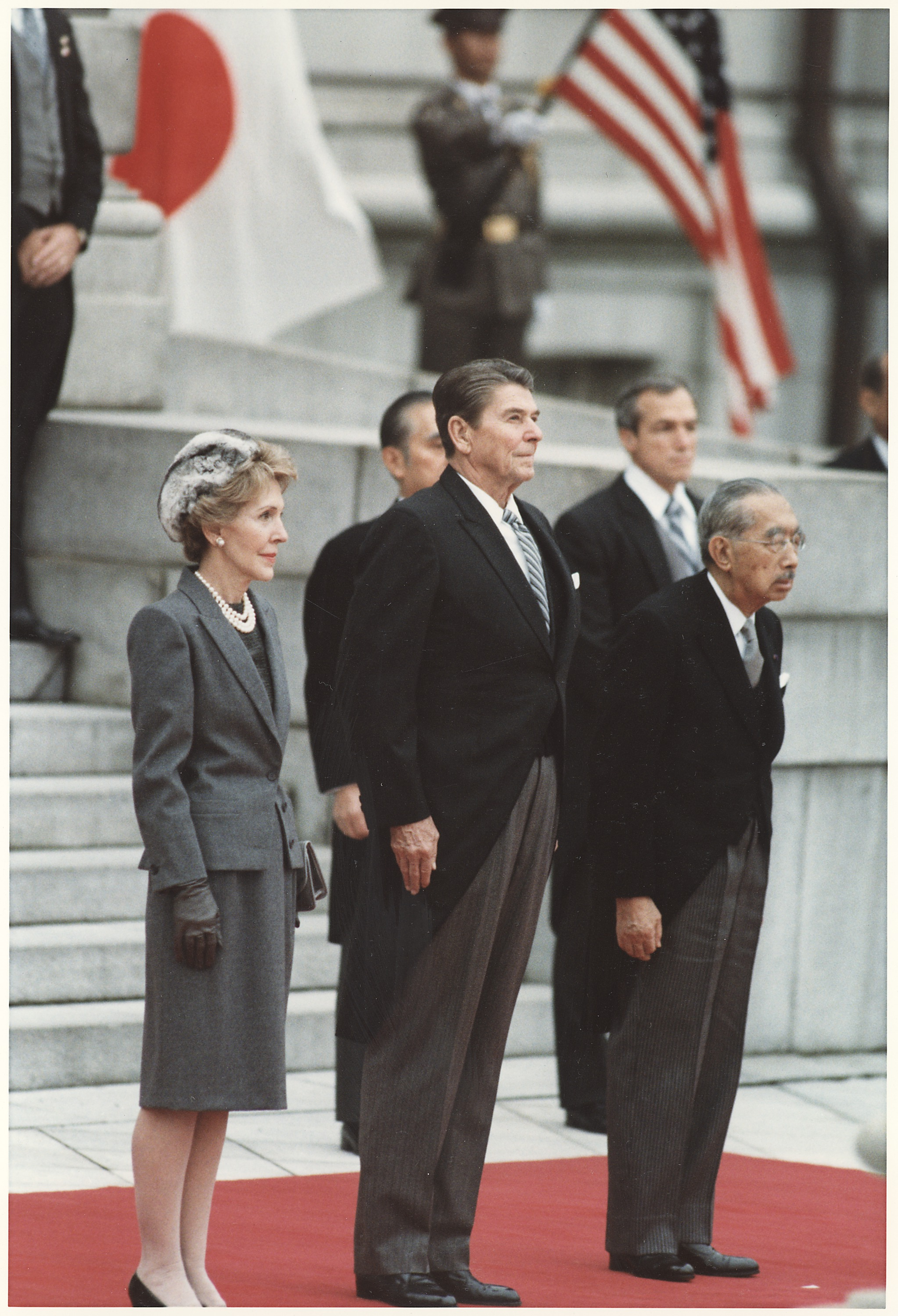
Los Reagan y el Emperador Hirohito en Tokio, 1983.

La política exterior de Reagan estuvo marcada por su intento de contener la influencia soviética en muchas regiones. Carter había considerado la influencia soviética como un proceso inevitable, pero Reagan pasó a una política de mayor confrontación contra la Unión Soviética. Durante la era Reagan la Guerra Fría pasó por su fase final, y de alguna manera los Estados Unidos emergieron de ese período como la única superpotencia mundial incontestada, frente al bloque soviético que acabó por disolverse. La administración Reagan convirtió la carrera armamentista en una pugna tecnológica, donde la mayor capacidad industrial, militar y económica de Estados Unidos se impuso sobre el bloque soviético. Durante la administración Reagan, aparecieron los submarinos nucleares Trident (clase Ohio) y se aprovecharon los avances en la computación. La política de Reagan y la superioridad estadounidense se impusieron a la estrategia de su rival Yuri Andrópov. Este era el concepto de la Guerra de las Galaxias. En África, apoya firmemente a UNITA de Jonas Savimbi contra el gobierno del MPLA respaldado por Cuba y los soviéticos durante la guerra civil de Angola que se había estado librando desde 1975. En 1982, Reagan despachó a más de 1200 marines a la capital del Líbano, Beirut, pero se vio obligado a retirarlos en 1983 cuando 241 murieron en una explosión.

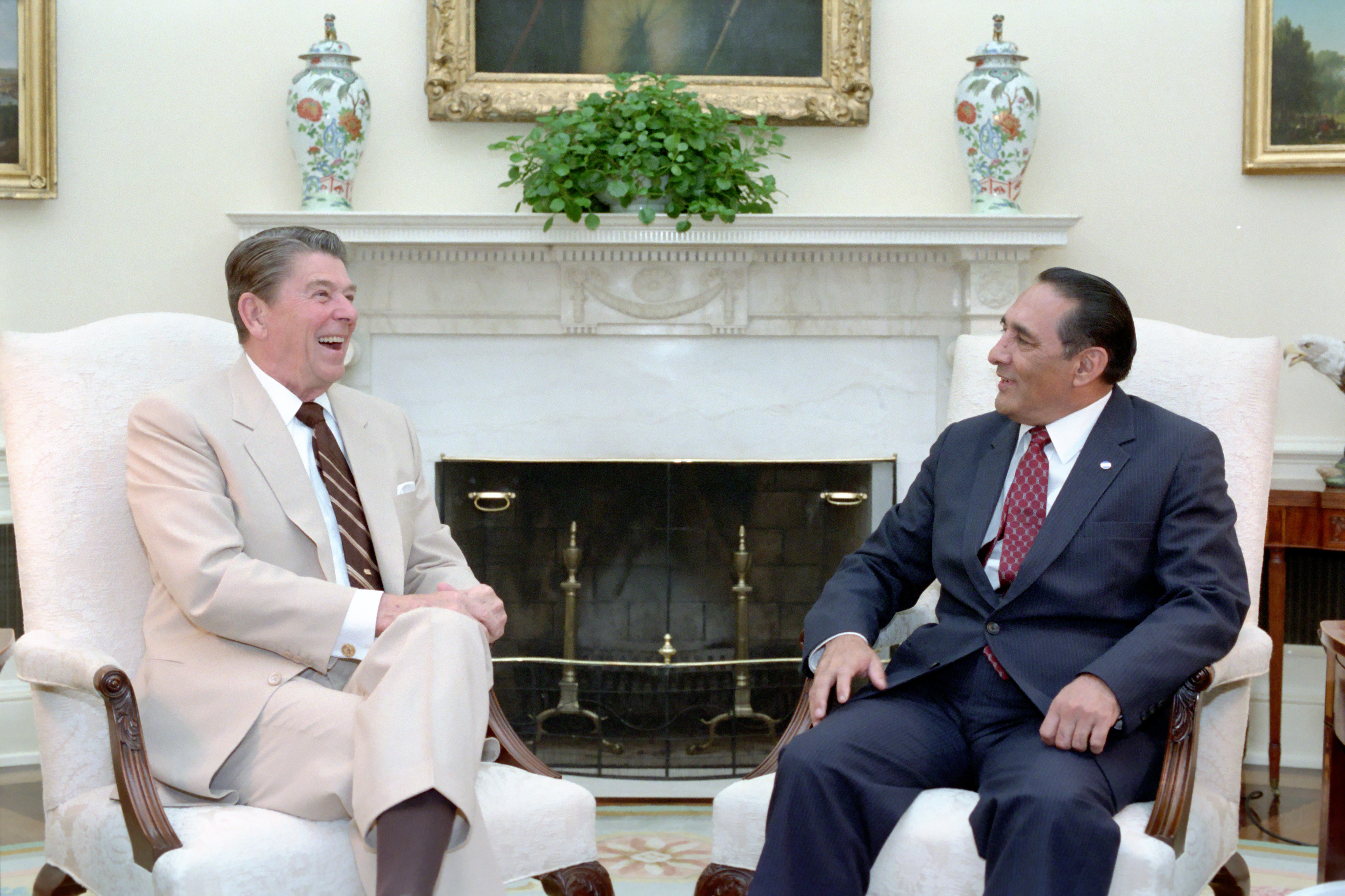
El presidente Ronald Reagan con el presidente electo José Napoleón Duarte de El Salvador durante una visita de trabajo en la Oficina Oval,(1984).

 En Centroamérica apoyó a los gobiernos, en general autoritarios, favorables a los intereses de Estados Unidos (El Salvador y Guatemala) y que finalmente podrían haberse convertido en aliados del bloque soviético y otros países de inspiración comunista, como Cuba o Nicaragua. También mantuvo el equilibrio de las Fuerzas Armadas en la región ya que hasta en la actualidad ninguna tiene superioridad sobre otra. Con la caída de la URSS el apoyo militar se vio sustancialmente reducido, lo que trajo como resultado la firma de los acuerdos de paz. Tras una serie de negociaciones y presiones internacionales se firma la paz en El Salvador el 16 de enero de 1992, reconociendo como fuerza política al FMLN, el cual solo había obtenido reconocimiento internacional como fuerza militar beligerante. 

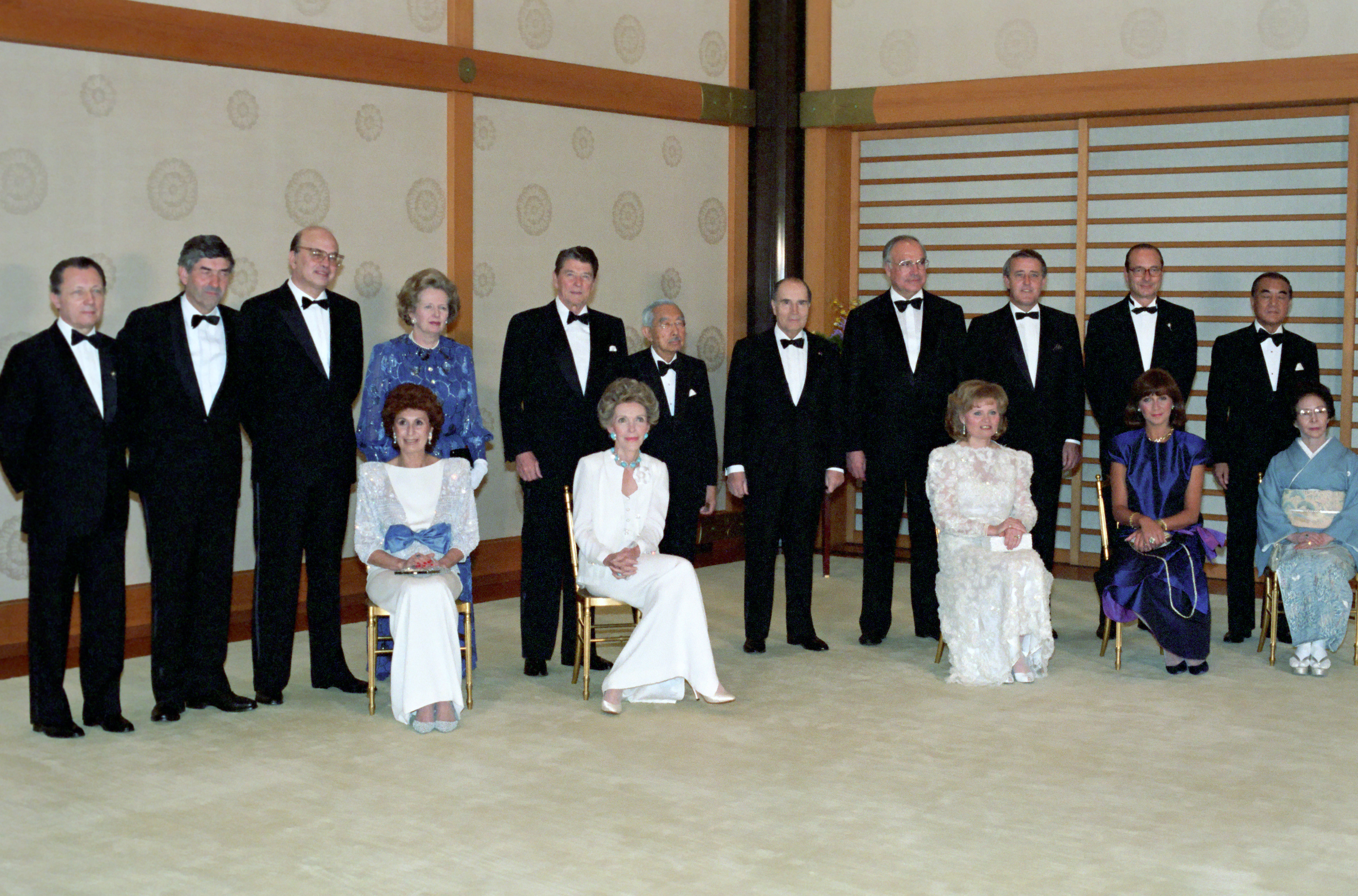
Reagan reunido con el presidente francés François Mitterrand, la primera ministra británica Margaret Thatcher y el emperador Hirohito en Tokio (1986).

En 1983, Cuba acusó a Estados Unidos de ser responsable de la introducción de una cepa de dengue en su territorio, y en agosto de 2015 la revista Archives of Virology, órgano oficial de la sección de Virología de la Unión Internacional de Sociedades Microbiológicas determinó que, efectivamente, el virus fue responsable de la muerte de 158 personas (101 de ellos niños) como consecuencia de la introducción de una cepa de laboratorio de dengue hemorrágico en Cuba.

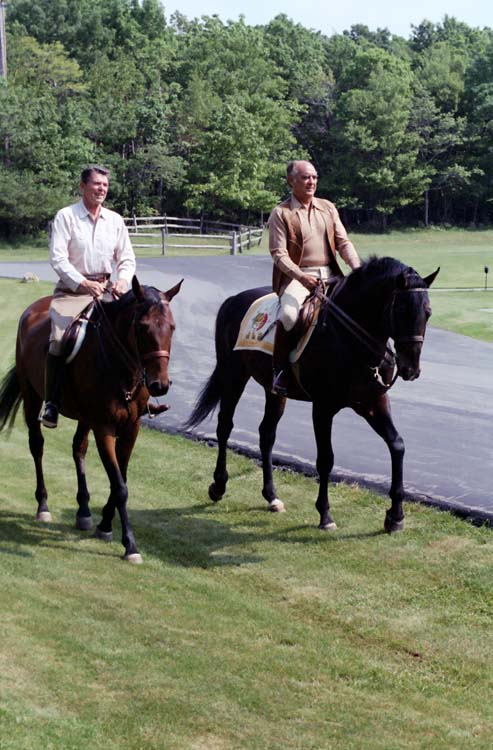
El presidente Reagan montando a caballo con el mandatario mexicano José López Portillo (1981).

Igualmente emprendió una campaña contra el gobierno sandinista de Nicaragua, que accedió al poder tras derrocar al régimen dictatorial de Anastasio Somoza Debayle, aliado de Estados Unidos; que al final se exilio en Paraguay, donde fue acogido por el presidente Alfredo Stroessner. Financió a la contra nicaragüense llegando a la financiación no autorizada por el Congreso, caso conocido como el escándalo de Irán-Contra esta operación consistía en la venta de armas a Irán (por más de 47 millones de dólares) mediante gestiones de Oliver North con cuentas bancarias en Suiza. El gobierno nicaragüense acusó a Estados Unidos de violaciones al derecho internacional ante la Corte Internacional de Justicia por este apoyo a los contras y por minar los puertos del país. La Corte dictaminó en favor de Nicaragua, pero los Estados Unidos se negaron a respetar la decisión de la Corte, argumentando que ésta no tenía jurisdicción sobre el caso.
A petición de los gobiernos de Barbados y Dominica invadió Granada, cuyo gobierno había sido acusado de alinearse con la Unión Soviética y con Cuba y de promover la militarización del país, con la construcción de un aeropuerto de gran capacidad con la ayuda cubana.
En Oriente Medio, ordenó el bombardeo de Beirut, tras el asesinato de 241 marines estadounidenses y 58 paracaidistas franceses, y apoyó decisivamente a Sadam Huseín, al igual que lo hizo Francia. Donald Rumsfeld llegó a visitar a Hussein y cerró varios acuerdos de venta de armamento, entre las que se habrían encontrado parte del arsenal químico que en un tiempo poseyó Irak y fue usado como argumento para la Invasión de Irak.
En 1981, el presidente de Estados Unidos, Ronald Reagan, adoptó un enfoque de línea dura hacia Libia bajo el régimen de Muamar el Gadafi, alegando que era un régimen títere de la Unión Soviética. A su vez, Gadafi jugó su relación comercial con los soviéticos, volviendo a visitar Moscú en 1981 y 1985, y amenazando con unirse al Pacto de Varsovia. No obstante, los soviéticos se mostraron cautelosos con Gadafi, considerándolo un extremista impredecible. En agosto de 1981, Estados Unidos realizó ejercicios militares en el golfo de Sirte, un área que Libia reclamó como parte de sus aguas territoriales. Estados Unidos derribó dos aviones Su-22 libios que se encontraban en un curso de intercepción. Al cerrar la embajada de Libia en Washington D. C., Reagan aconsejó a las empresas estadounidenses que operan en Libia que reduzcan el número de personal estadounidense estacionado allí. En marzo de 1982, Estados Unidos implementó un embargo de petróleo libio, y en enero de 1986 ordenó que todas las empresas estadounidenses dejaran de operar en el país, aunque quedaron varios cientos de trabajadores cuando el gobierno libio duplicó su salario. En la primavera de 1986, la Marina de los Estados Unidos volvió a realizar ejercicios en el Golfo de Sirte; el ejército libio tomó represalias, pero fracasó cuando Estados Unidos hundió varios barcos libios. Las relaciones diplomáticas también se rompieron con el Reino Unido, después de que diplomáticos libios fueran acusados del asesinato de Yvonne Fletcher, una policía británica estacionada frente a su embajada en Londres, en abril de 1984.
Después de que Estados Unidos acusara a Libia de orquestar el atentado a la discoteca La Belle de Berlín en 1986, en el que murieron dos soldados estadounidenses, Reagan decidió tomar represalias militarmente. La CIA criticó la medida, creyendo que Siria bajo el régimen de la familia Ásad era una amenaza mayor y que un ataque fortalecería la reputación de Gadafi; sin embargo, se reconoció a Libia como un «objetivo fácil». Reagan fue apoyado por el Reino Unido pero con la oposición de otros aliados europeos, quienes argumentaron que contravendría el derecho internacional. En la Operación El Dorado Canyon, orquestada el 15 de abril de 1986, aviones militares estadounidenses lanzaron una serie de ataques aéreos contra Libia, bombardearon instalaciones militares en varias partes del país y mataron a unos 100 libios, incluidos varios civiles. Uno de los objetivos había sido la casa de Gadafi, donde dos de sus hijos resultaron heridos, y él afirmó que su hija adoptiva de cuatro años Hanna fue asesinada, aunque su existencia ha sido cuestionada desde entonces.

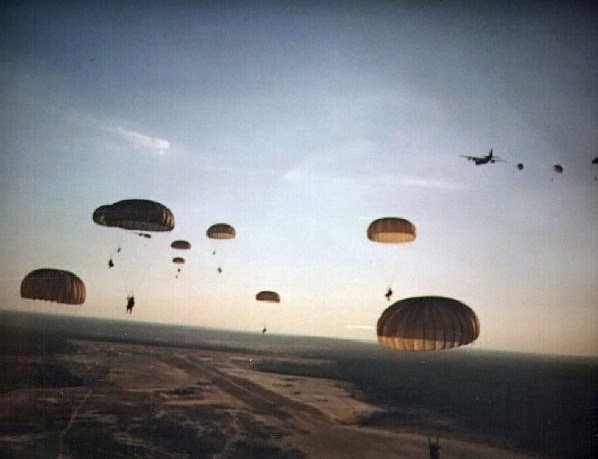
Tropas estadounidenses invadiendo Granada.

### Política económica

Milton Friedman y el presidente Ronald Reagan.

Durante la administración Reagan, la economía pasó de un crecimiento del PIB del –0,3 % anual en 1980 al 4,1 % en 1988 (en dólares constantes de 2004), lo que permitió que se crearan 20 millones de nuevos empleos haciendo descender la tasa de desempleo en más de dos puntos, pasando del 7,5 % a principios de 1981 al 5,2 % en 1989, aunque con máximos del 9,5 % en 1982 y 1983. Para 1987 el déficit presupuestario superaba los 200 000 millones de dólares. Su agenda política incluyó la prohibición del aborto, el rezo obligatorio en las escuelas y el desmantelamiento de la legislación de los derechos civiles.
La tasa de inflación, del 13,5 % en 1980, pasó al 4,1 % en 1988, lo que se consiguió aplicando altas tasas de interés por parte de la Reserva Federal (llegaron a un máximo del 20 % en junio de 1981). Esto último causó una breve recesión en 1982, con una caída del PIB del –1,9 y el alto desempleo antes reseñado. Además durante toda la administración de Reagan el producto nacional bruto creció en términos reales un 26 %, el patrimonio neto de las familias que ganaban entre 20 000 dólares y 50 000 dólares al año creció un 27 % y la tasa de interés preferencial se redujo de un 21,5 % en enero de 1981 al 10 % en agosto de 1988. Sin embargo, algunas previsiones del plan económico trazado en 1981 resultaron fallidas: el déficit fiscal, que se preveía cercano a cero para 1986, no dejó de crecer y alcanzó en ese año el mayor dato desde el fin de la Segunda Guerra Mundial y la inflación no dejó de crecer desde 1986, a pesar de la fuerte restricción de la política monetaria. La brecha de la desigualdad económica aumentó significativamente: en 1966, el salario de un directivo era 41 veces superior al de un obrero; en 1988, era 92 veces superior.
Reagan aumentó de forma muy importante el gasto público, básicamente el militar, que pasó (en dólares constantes de 2000) de 267 100 millones de dólares en 1980 (4,9 % del PIB y 22,7 % de los gastos públicos) a 393 100 millones en 1988 (5,8 % del PIB y 27,3 % de los gastos públicos); la mayoría de esos años el gasto militar significó alrededor del 6 % del PIB, superando esta cifra en cuatro años fiscales. Estas cifras no se veían desde el fin de la participación estadounidense en la guerra de Vietnam, en 1973. En 1981 redujo de manera importante el tipo impositivo máximo, que afectaba a los muy ricos, y que pasó de una tasa nominal del 70 % al 50 %; en 1986 volvió a reducirse el tipo al 28 %. Como consecuencia de todo esto, el déficit presupuestario y la deuda pública crecieron en gran medida: la deuda pasó del 33,3 % del PIB en 1980 al 51.9 % a finales de 1988 y el déficit pasó del 2,7% en 1980 a más del doble en 1983, cuando alcanzó el 6 %; en 1984, 1985 y 1986 estuvo alrededor del 5 %.

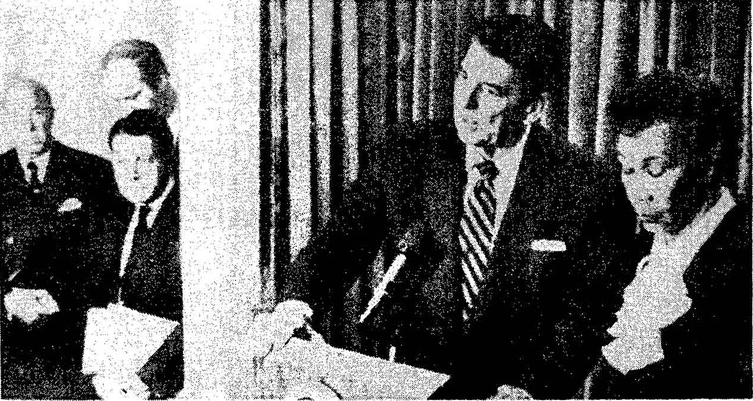
El presidente Ronald Reagan, acompañado de la primera ministra de la Isla Dominica, Eugenia Charles, da su explicación de la invasión de Granada. En segundo plano observan George Shultz, secretario del Departamento de Estado, y Caspar Weinberger, jefe de El Pentágono. 25 de octubre de 1983.

El número de estadounidenses por debajo del nivel de pobreza aumentó de 29,27 millones de personas en 1980 a 31,75 millones en 1988, lo que significa que, en porcentaje del conjunto de la población, se mantuvo casi estacionario, desde el 12,95 % en 1980 hasta el 13 % en 1988. Los menores de 18 años por debajo del nivel de pobreza pasaron de 11,54 millones en 1980 (18,3 % del total de niños) a 12,46 millones (19,5 %) en 1988. Además, la situación de los grupos de renta baja se vio perjudicada por la reducción del gasto social. También aumentó la desigualdad. La participación en el ingreso total del 5 % de los hogares de mayores ingresos pasó del 16,5 % en 1980 al 18,3 % en 1988 y la del quinto de mayores ingresos pasó del 44,2 % al 46,3 % en los mismos años. En cambio, la participación en el ingreso total del quinto más pobre pasó del 4,1 % al 3,8 % y la del segundo quinto más pobre del 10,2 % al 9,6 %. En el primer año de Reagan se produjo una huelga ilegal de los controladores federales del tráfico aéreo. Su respuesta fue cesarlos y reemplazarlos con personal militar hasta conseguir reemplazos permanentes.
Durante la presidencia de Ronald Reagan se produjo la crisis de ahorros y préstamos (asociaciones de ahorro y préstamo, un tipo especial de instituciones financieras). El coste final de la crisis se estima que ha supuesto en torno al 160,1 mil millones de dólares, alrededor de 124 600 millones de dólares de los cuales fue entregada directamente por el gobierno de los Estados Unidos a través de un rescate financiero, a partir de 1986. En 1987 se produjo el lunes negro, el mayor derrumbe porcentual sucedido en un mismo día en la historia de los mercados de valores. Lo que llevó a un pánico financiero que desató un pánico bancario a nivel internacional, con la quiebra de decenas de firmas de inversión estadounidenses.
En la década de 1980, la política monetaria de la administración Reagan se basó en una fuerte subida de los tipos de interés de los Estados Unidos y el dólar fue revaluado al 50 %. Esta política generó una explosión de la deuda de los países de América Latina, cuyas deudas estaban fundamentalmente denominadas en dólares. En Francia, el presidente François Mitterrand también lamenta esta política: «Estados Unidos nos hace pagar por su desempleo y su déficit. Nosotros somos los que permitimos que Reagan continúe con una política que nos aplasta».

## Reelección presidencial

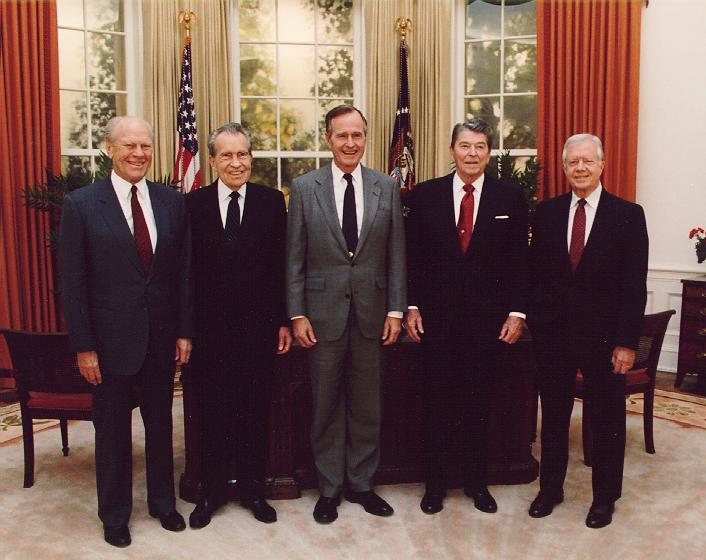
Los presidentes Gerald Ford, Richard Nixon, George H. W. Bush, Ronald Reagan y Jimmy Carter (de izquierda a derecha) en una reproducción del Despacho Oval durante la inauguración de la Biblioteca y Museo Presidencial de Ronald Reagan en 1991.

En el año 1984 Reagan se presentó para la reelección con el apoyo incondicional de su partido (ningún dirigente republicano compitió contra él para obtener la candidatura presidencial del partido); en la Convención Nacional Republicana celebrada desde el 20 de agosto hasta el 23 de agosto de 1984 en la ciudad de Dallas, en Texas, los delegados aclamaron por unanimidad a Reagan.

## Fallecimiento

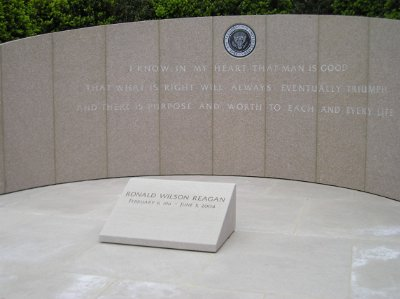
La tumba del presidente Reagan en los terrenos de la Biblioteca Presidencial.

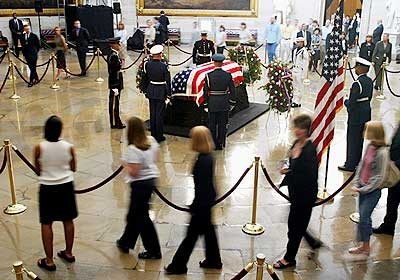
El ataúd de Reagan en el Capitolio de los Estados Unidos en Rotunda.

En la mañana del 5 de junio de 2004 había reporteros que indicaban que la salud del expresidente Ronald Reagan se había deteriorado significativamente, tras 10 años de sufrir la enfermedad de Alzheimer. De acuerdo a la hija de Reagan, Patti Davis, «En el último momento, cuando su respiración nos dijo que era el fin, abrió sus ojos y miró directamente a mi madre. Se abrieron esos ojos que no se habían abierto durante días, y no estaban opacos ni vagos. Estaban claros y azules y llenos de amor. Si una muerte puede ser hermosa, la suya lo fue». Su esposa, la ex primera dama Nancy Reagan, le dijo que el momento era «el mejor regalo que me podrías haber dado». El presidente Reagan murió por neumonía en su hogar a las 13:09 PDT (20:09 UTC, o 16:09 EDT). A su lado estaban su esposa y dos de sus hijos, Ron y Patti. Su hijo mayor, vivo, Michael, había estado con él el día anterior.

## Creencias religiosas y filosóficas

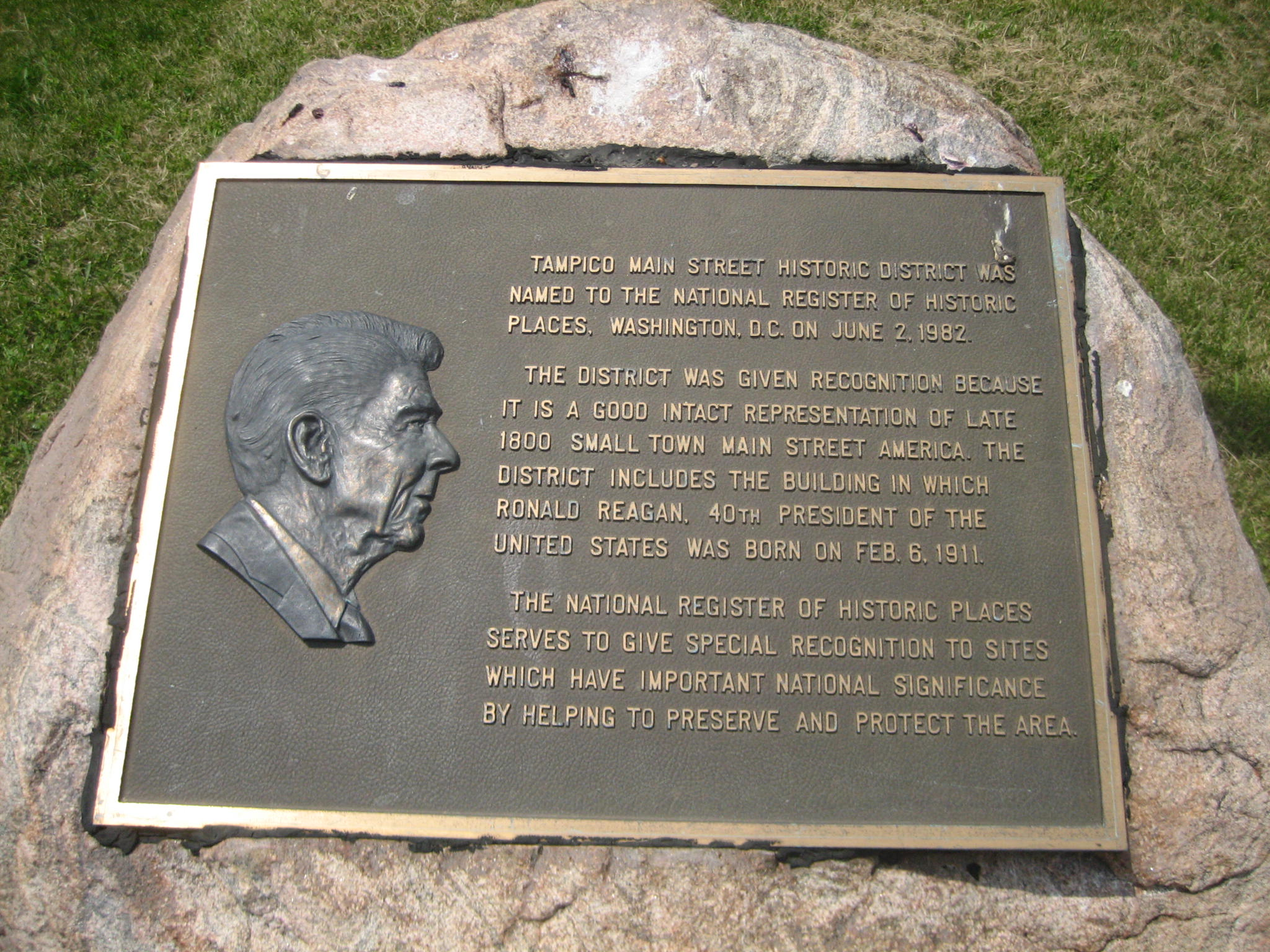
Placa conmemorativa colocada en la calle principal de la ciudad de Tampico (Illinois) en honor a Ronald Reagan, por U.S. National Register of Historic Places.

### Religión
- Reagan era protestante y asistía a la Iglesia «Bel Air Presbyterian Church» durante sus últimos años de vida.[108] En su lápida se encuentra la inscripción de una frase muy querida de Reagan:

Sé en mi corazón que el hombre es bueno. Que lo que está bien triunfará siempre, al final. Y cada vida tiene un valor y un propósito especial.

- Poseía el Gran Collar de la Orden Militar y Hospitalaria de San Lázaro de Jerusalén.
- En una carta enviada a un ministro metodista en marzo de 1978, quien mantenía una visión escéptica sobre la divinidad de Cristo—y acusaba a Reagan de poseer una «teología limitada a un nivel de enseñanza dominical» - Reagan contraargumentó utilizando el trilema de C.S. Lewis. De hecho, el presidente francés François Mitterrand, que apreciaba a Reagan aunque discrepaba en varios asuntos, destacaba que Reagan «tenía dos religiones: la libre empresa y Dios, el Dios cristiano».

### Moral y filosofía personal
Según uno de sus biógrafos, John Patrick Diggins, Reagan mantenía una creencia emersoniana en cuanto a la confianza personal y poseía una fe optimista en la bondad de las personas. La madre de Reagan pertenecía a la Iglesia de los Discípulos de Cristo, quienes mantenían un punto de vista optimista respecto a la naturaleza humana, las responsabilidades personales, la sobriedad y la tolerancia cristiana.
Reagan recordaba en su autobiografía: «Mi madre siempre nos enseñó: "Trata a tu vecino como te gustaría que tu vecino te tratase a ti, y juzga a todo el mundo por como actúan, no por lo que son"». Le espantaba la discriminación, y decía: «Mis padres constantemente me explicaban la importancia de juzgar a las personas como individuos. Todo individuo es único, pero todos queremos libertad, paz, amor y seguridad, un buen hogar y una oportunidad de poder alabar a Dios a nuestra propia manera. Todos queremos la posibilidad de adelantarnos y lograr que nuestros hijos tengan una mejor vida que la nuestra», Reagan escribió en An American Life.

### Astrología
Es un hecho documentado que Ronald y Nancy Reagan recurrían a astrólogos para planificar los eventos importantes de su agenda:

Cada gran medida o decisión que Reagan tomó durante [su] tiempo en la Casa Blanca como jefe de Estado, fue guiada por adelantado por una mujer en San Francisco, quien elaboraba horóscopos para asegurarse de que los planetas estaban en una alineación favorable

Aunque muchas de las decisiones de Reagan estuvieron influidas por astrólogos, no está claro hasta qué punto creía en esa disciplina; al parecer la influencia procedía sobre todo de su esposa Nancy Reagan.

## Valoraciones posteriores de las políticas de Ronald Reagan

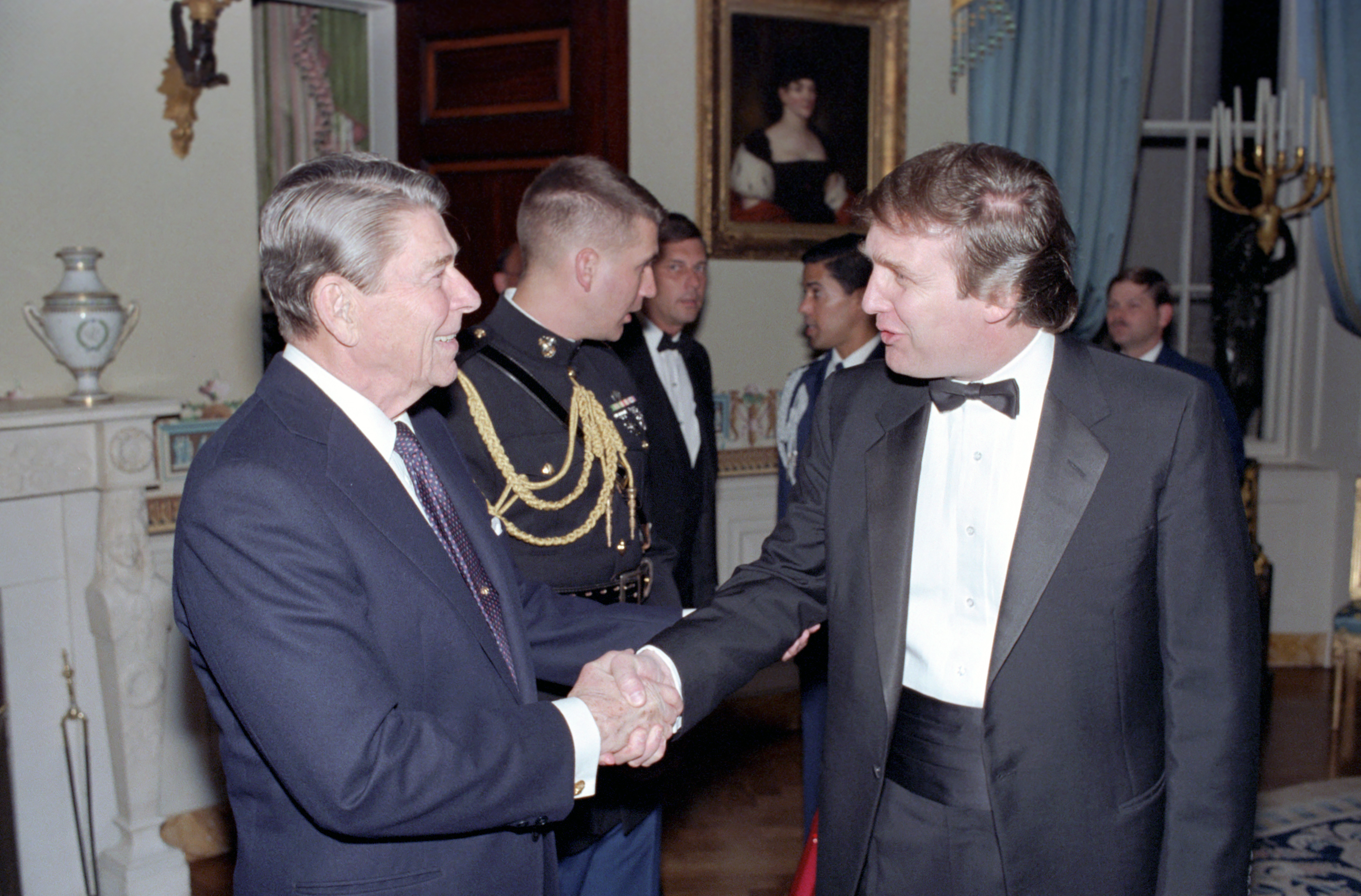
Ronald Reagan con el 45.º Presidente de los Estados Unidos Donald Trump

Como consecuencia de la Gran recesión de 2008, diversos economistas han rastreado las causas de esta grave crisis económica hasta encontrarlas en las políticas desreguladoras impulsadas por Ronald Reagan y Margaret Thatcher, seguidores de Milton Friedman y la Escuela de Chicago, e imitadas por la gran mayoría de los estadistas de su época. Según el guerrillero, político, economista socialista y venezolano Teodoro Petkoff, la crisis financiera acabó con la «ideología neoconservadora» que llegó y se apoderó de los pensamientos de aquellos círculos más poderosos en Estados Unidos, desde «Ronald Reagan para acá». Dichas políticas «desreguladoras y neoliberales» terminaron por suprimir la acción del Estado en la economía, dejándola en manos del sector financiero que, libre de regulaciones, generó toda una serie de instrumentos sin una base sólida para sostenerse. Sin embargo, otros analistas afirman que la Crisis de las hipotecas subprime se gestó debido a lo contrario. 

(...) Todos acusaron al «laissez faire» y a la desregulación financiera por una crisis cuyas repercusiones aún sentimos.
Sin embargo este análisis simplista dista mucho de la realidad, ya que pasa convenientemente por alto las múltiples regulaciones, políticas gubernamentales y pronunciamientos políticos que durante muchos años distorsionaron al mercado y llevaron a las consecuencias desastrosas conocidas. Las huellas del intervencionismo estatal están por todos lados. (...)
Juan Carlos Hidalgo

Afirmaciones basadas en los antecedentes documentados en cuanto a políticas de expansión «keynesianas» de la Reserva Federal de EE. UU, principalmente bajo la tutela de su presidente durante 1987-2006 Alan Greenspan; incentivos artificiales a las hipotecas para la compra de viviendas que crearon un burbujas inmobiliarias y al crédito riesgoso financiado por el Estado y respaldado por empresas públicas como Fannie Mae. Y, en menor medida, al aumento de regulaciones entre 1980 y 2009 que, como fue demostrado por Peter Boettke y Steven Horwitz, por cada regulación financiera que fue desmantelada en EE. UU., se crearon cuatro nuevas regulaciones.